# Конгресс Конфедеративных Штатов Америки
Конгресс Конфедеративных Штатов Америки (англ. The Congress of the Confederate States) — законодательная ветвь власти Конфедеративных Штатов Америки, существовавшая во время Гражданской войны в США 1861—1865 годах. Как и Конгресс Соединённых Штатов Америки, Конгресс Конфедерации состоял из двух палат: Сената Конфедеративных Штатов (или Конфедеративного Сената), в котором заседало по 2 сенатора от каждого штата, которые избирались законодательными собраниями штатов, входящих в Конфедерацию, и Палаты представителей Конфедерации (или Конфедеративной Палаты представителей), в которой заседали депутаты, избранные жителями штатов.

## Общая информация
Депутаты от первых семи южных штатов, вышедших из состава США, а именно — от Алабамы, Джорджии, Луизианы, Флориды, Южной Каролины и Техаса собрались впервые на Временный Конгресс Конфедерации в Монтгомери, штат Алабама, и заседали с февраля по май 1861 года. Они разработали и утвердили Конституцию Конфедеративных Штатов, избрали Джефферсона Дэвиса президентом Конфедерации и утвердили флаг нового государства.
После сражения за форт Самтер 12—13 апреля 1861 года, другие южные штаты, вышедшие из состава США, послали своих депутатов в Конгресс Конфедерации, которые уже совместно с депутатами первых семи штатов Конфедерации заседали на трёх дополнительных сессиях, состоявшихся в промежутке между июлем 1861 и февралём 1862 года в столице Конфедерации городе Ричмонде, штат Виргиния, ратифицировав договоры с индейцами.
Выборы в первый конгресс Конфедерации были проведены 6 ноября 1861 года. В то время как выборы в США происходили обычно в чётные годы, выборы в Конгресс Конфедерации проводились в нечётные годы. Первый конгресс состоял из четырёх сессий.
Из-за поражения Конфедерации в войне с США в 1865 году выборы в Конгресс были проведены только два раза; второй Конгресс Конфедерации собрался в ноябре 1863 года, но работал только один год из своего двухгодичного срока полномочий. Заключительная сессия Конгресса Конфедерации была отложена на 18 марта 1865 года.

## Первый Конгресс

### Сессии
- 1-я сессия: 18 февраля — 21 апреля 1862
- 2-я сессия: 18 августа — 13 октября 1862
- 3-я сессия: 12 января — 1 мая 1863
- 4-я сессия: 7 декабря 1863 — 17 февраля 1864

Сенат
| фото                                                           | персона                     | в должности                      |
| -------------------------------------------------------------- | --------------------------- | -------------------------------- |
| Президент Сената Вице-президент Конфедеративных Штатов Америки |                             |                                  |
| Alexander Hamilton Stephens                                    | Александр Гамильтон Стивенс | 11 февраля 1861 — 17 января 1864 |
| Президент Сената pro-tempore Временный президент Сената        |                             |                                  |
| Robert Mercer Taliaferro Hunter                                | Роберт Хантер               | 11 февраля 1861 — 17 января 1864 |

Палата представителей
| фото                                                        | персона            | в должности                      |
| ----------------------------------------------------------- | ------------------ | -------------------------------- |
| Спикер Спикер Палаты представителей                         |                    |                                  |
| Zegel van de Geconfedereerde Staten van Amerika             | Томас Стенли Бокок | 18 февраля 1862 — 17 января 1864 |
| Спикер pro-tempore Спикер Палаты представителей pro-tempore |                    |                                  |
| Jabez Lamar Monroe Curry                                    | Джабез Карри       | 18 февраля 1862 — 17 января 1864 |

## Второй Конгресс

### Сессии
- 1-я сессия: 2 мая 1864 — 14 июня 1864
- 2-я сессия: 7 ноября 1864 — 18 марта 1865

Сенат
| фото                                                    | персона                     | в должности                |
| ------------------------------------------------------- | --------------------------- | -------------------------- |
| Президент Вице-президент Конфедеративных Штатов Америки |                             |                            |
| Alexander Hamilton Stephens                             | Александр Гамильтон Стивенс | 2 мая 1864 — 18 марта 1865 |
| Президент pro-tempore Временный президент Сената        |                             |                            |
| Robert Mercer Taliaferro Hunter                         | Роберт Хантер               | 2 мая 1864 — 18 марта 1865 |
| Президент pro-tempore Временный президент Сената        |                             |                            |
| William Alexander Graham                                | Уильям Грэхем               | 2 мая 1864 — 18 марта 1865 |

Палата представителей
| фото                                | персона            | в должности                |
| ----------------------------------- | ------------------ | -------------------------- |
| Спикер Спикер Палаты представителей |                    |                            |
|                                     | Томас Стенли Бокок | 2 мая 1864 — 18 марта 1865 |
| Спикер pro-tempore                  |                    |                            |
|                                     | Уильям Чилтон-ст.  | 2 мая 1864 — 18 марта 1865 |

## Капитолий Конгресса Конфедеративных Штатов Америки
Конгресс Конфедерации впервые был созван в 1861 году в здании капитолия штата Виргиния в Ричмонде (где впоследствии будет находиться столица Конфедерации). Проект здания был разработан Томасом Джефферсоном и являл собой образец знаменитого Мезон Карре в Ниме, Франция. Строительство велось в 1785—1792 годах. Во время захвата Ричмонда войсками союза здание не пострадало.
3 апреля 1865 года лейтенант армии США Джонстон Пейстер вывесил на здании капитолия флаг США. После войны в здании заседал и в настоящее время продолжает работать парламент штата Виргиния.